# Kaptäubchen
Das Kaptäubchen (Oena capensis), auch Maskentäubchen genannt, ist ein afrikanischer Taubenvogel. Die Art ist der einzige Vertreter der Gattung der Kaptauben. Charakteristisch für die Art ist der sehr lange und spitz zulaufende Schwanz.

## Erscheinungsbild
Das Kaptäubchen ist eine der kleinsten Taubenarten und ist mit einer Größe von 24,5 bis 25,5 Zentimetern und einem Gewicht von 40 Gramm nicht sehr viel größer und schwerer als eine Diamanttaube. Die Art weist einen sehr auffälligen Geschlechtsdimorphismus auf.
Das Männchen hat eine auffällige Gesichtsmaske: Vorderkopf, Gesicht, Kehle und Brust sind schwarz. Davon scharf abgesetzt ist der übrige Kopf sowie die Halsseiten von einem hellen Blaugrau. Der Nacken, der hintere Hals, der Rücken sowie die inneren Flügeldecken sind von einem sehr hellen Braun. Die Körperunterseite ist weiß. Die mittlere Unterschwanzdecke ist schwarz. Der Bürzel ist hell graubraun und weist eine schwarz gesäumte weiße Querbinde auf. Die Oberschwanzdecke ist graubraun. Die Flügeldecken sind hellgrau und haben je einen Fleck, der schwarz bis rötlich schillert. Die äußeren Schwanzfedern sind blaugrau und haben an einem Ende eine schwarze Binde. Die mittleren Schwanzfedern sind bräunlich grau. Der Schnabel ist im Verhältnis zum Kopf lang und orangerot. Er hellt zur Spitze hin in einen Gelbton auf. Die Iris ist dunkelbraun. Die Augenringe sind grau.
Dem Weibchen fehlt die schwarze Kopfmaske. Bei ihr sind Vorderkopf, vorderer Hals sowie die Brust matt graubraun. Die Stirn und die Kehle sind aufgehellt. Die Flügeldecken sind bräunlich durchsetzt. Der Schnabel ist dunkelbraun.

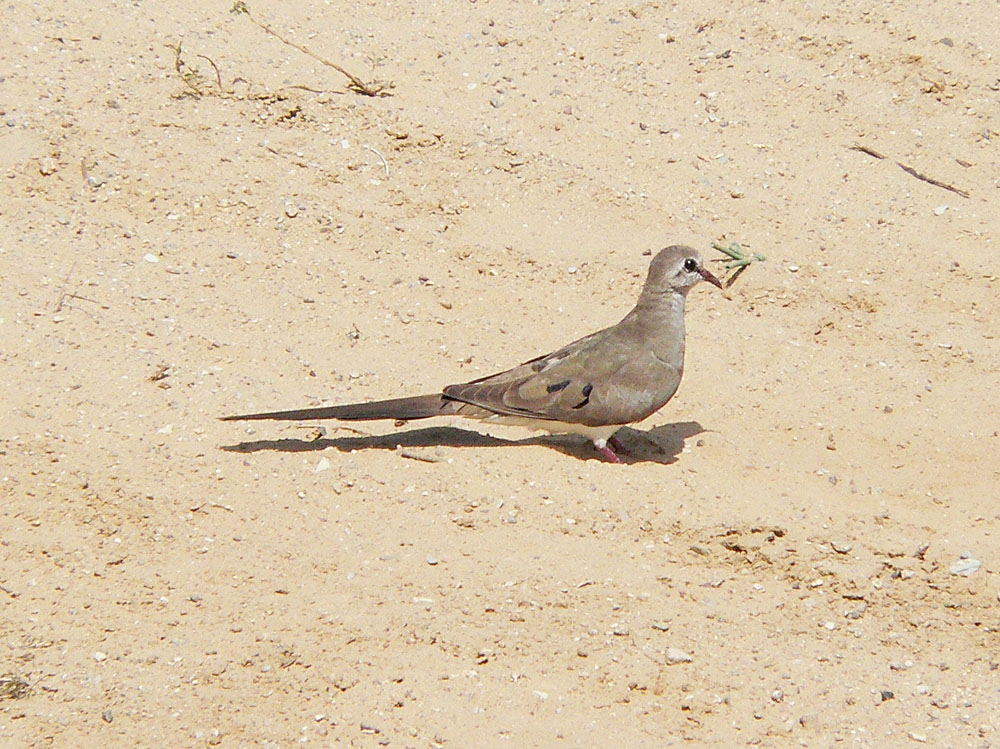
Weibchen
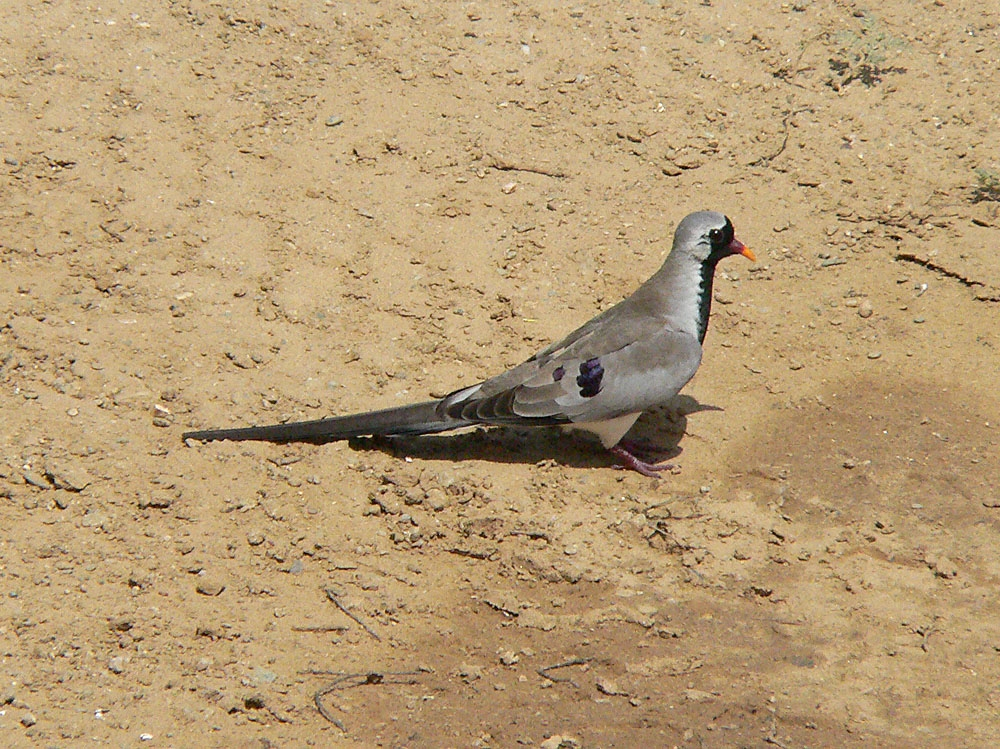
Männchen

## Verbreitung und Lebensraum
Kaptäubchen kommen im gesamten tropischen Afrika vor. Ihr Verbreitungsgebiet reicht vom Senegal über den Sudan bis zum Roten Meer und den südlichen Teilen der Arabischen Halbinsel sowie südwärts bis nach Südafrika. Auf Madagaskar ist die Unterart Oena capensis aliena beheimatet.
Der Lebensraum des Kaptäubchens sind aride Buschsteppen, locker bewaldete Regionen sowie Kulturland. Kaptäubchen kommen auch in der Nähe menschlicher Siedlungen vor und können in Gärten und Parks beobachtet werden.

## Verhalten

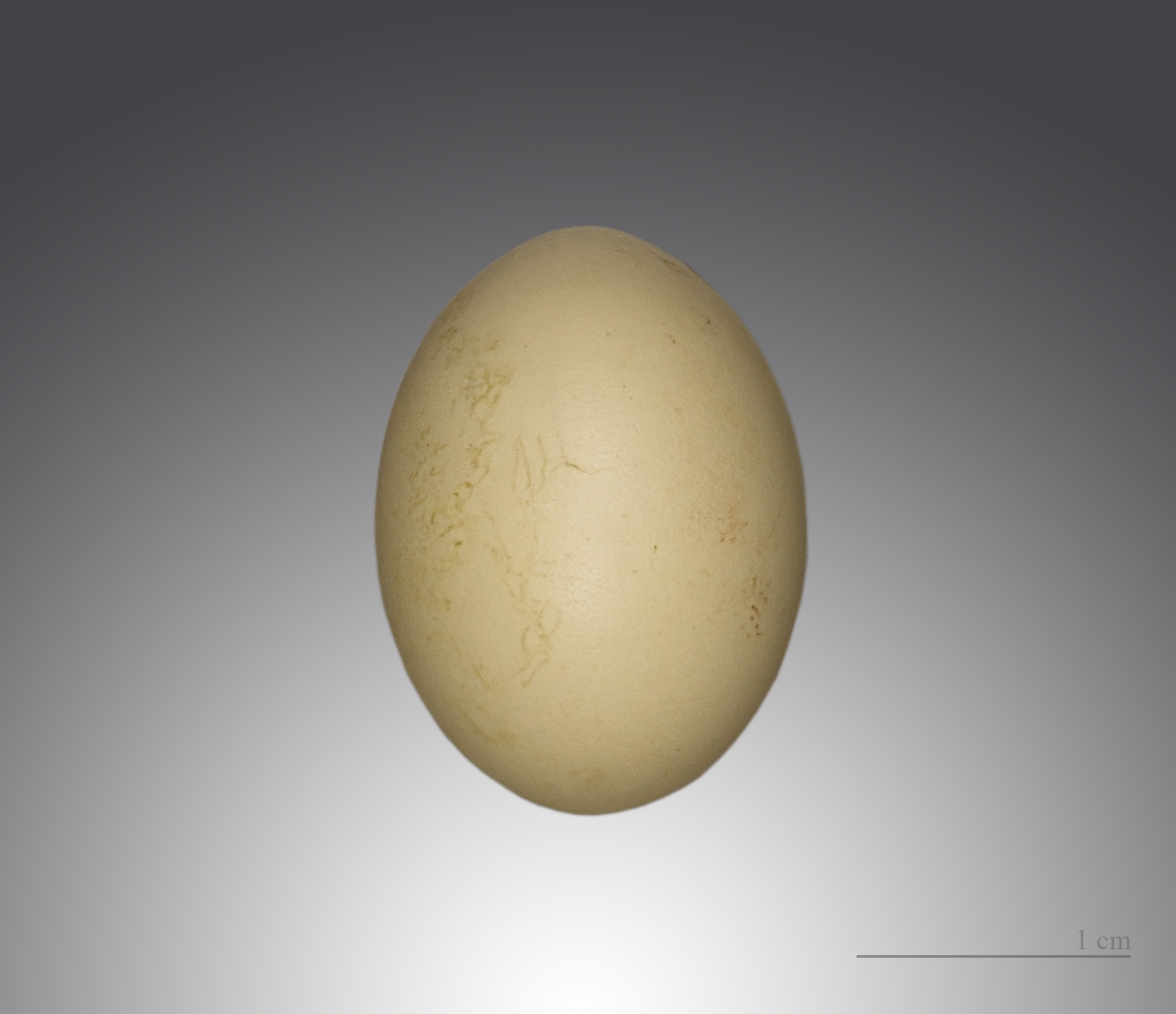
Oena capensis

Kaptäubchen finden ihre Nahrung überwiegend am Boden. Wichtigster Nahrungsbestandteil sind kleine Sämereien. Die Fortpflanzungsperiode der Kaptäubchen ist an keine Jahreszeit gebunden. Brutauslösend ist ein reiches Angebot an reifenden Sämereien. Das Nest befindet sich in niedriger Höhe im Gebüsch. Es ist ein nur locker zusammengefügtes Gebilde mit einer flachen Mulde. Das Gelege besteht aus zwei Eiern mit cremefarbener Schale. Es brüten beide Elternvögel. Die Brutdauer beträgt 14 Tage. Die Jungen verlassen nach 12 bis 13 Tagen das Nest und sind mit 16 Tagen flügge.

## Haltung in menschlicher Obhut
Die kleinen und interessant gefärbten Kaptäubchen zählen zu den am häufigsten importierten afrikanischen Tauben. Sie wurden bereits 1854 im Zoo von Amsterdam gezeigt. In Deutschland wurden sie 1875 das erste Mal gezüchtet. Kaptäubchen gelten als sehr friedfertige Volierenvögel, die zwar nicht mit anderen kleinen Taubenarten, jedoch mit kleinen Vögeln wie etwa Prachtfinken vergesellschaftet werden können. Sie sind allerdings wärmeliebend, empfindlich gegenüber nasskaltem Wetter und müssen in einem geheizten Schutzraum überwintert werden.
Das in Gefangenschaft reichlich vorhandene Nahrungsangebot löst bei Kaptäubchen wie bei vielen anderen Wüstenarten einen sehr starken Bruttrieb aus. Es kommt zu Schachtelbruten, bei denen die Nestlinge von den Elternvögeln verlassen werden, obwohl sie noch nicht selbständig sind und wegen ihrer Kälteempfindlichkeit noch gehudert werden müssen. Diamanttäubchen werden deshalb häufig als Ammenvögel für die Zucht von Kaptäubchen genutzt.

## Belege